# جامعة الأندلس للعلوم الطبية
جامعة الاندلس الخاصة للعلوم الطبية هي جامعة سورية خاصة إنشئت من قبل مجموعة من الأطباء السوريين في المهجر. تقع في بلدة القدموس الواقعة في محافظة طرطوس على توسط بين محافظتي طرطوس واللاذقية. تأسست عام 2005 بمساحة 2800m²
لغة الدراسة هي العربية ويوجد الكثير من المواد باللغة الإنجليزية وتوفر الجامعة سكن جامعي للطالبات فقط.
يتبع للجامعة مشفى الأندلس الجامعي الكائن في القدموس أيضا ويضم 102 سرير، ويضم الاختصاصات التالية: جراحة عامة، جراحة عظمية، التوليد وأمراض النساء وجراحتها، أذن أنف حنجرة، أطفال وحواضن، داخلية عامة، جراحة بولية، جراحة تجميلية، داخلية صدرية، جلدية، عينية وجراحتها، فكية وجراحتها.

## الكليات
- كلية الطب البشري
- كلية طب الأسنان
- كلية الصيدلة
- كلية الهندسة الطبية
- كلية التمريض
- كلية إدارة المشافي

تتسع الكليات لأكثر من 2400 طالب في الحرم الجامعي وتبلغ كلفة الدراسة فيها سنويا للأجانب: الطب الشري"5000$" طب الاسنان"3000$" الصيدلة "2400$" وباقي الكليات تتراوح بين 1800 إلى 800$ سنويا.

## الشهادات
تمنح جامعة الأندلس السورية الشهادات والاجازات التالية:
- إجازة في الطب البشري ( كلية الطب البشري)
- إجازة في طب الاسنان ( كلية طب الاسنان )
- إجازة في الصيدلة والكيمياء الصيدلية ( كلية الصيدلة )
- إجازة في الهندسة الطبية ( كلية الهندسة الطبية )
- إجازة في إدارة المشافي ( كلية إدارة المشافي )
- إجازة في التمريض التخصصي ( كلية التمريض )